# Amerikansk hvid pelikan
Amerikansk hvid pelikan (latin: Pelecanus erythrorhynchos) er en fugleart, der lever i Nordamerika.